# Mérilheu
Mérilheu település Franciaországban, Hautes-Pyrénées megyében. Lakosainak száma 232 fő (2022. január 1.). Mérilheu Orignac, Argelès-Bagnères, Bagnères-de-Bigorre, Cieutat és Hauban községekkel határos.

## Népesség
A település népességének változása:
| Lakosok száma | 247  | 249  | 255  | 253  | 251  | 243  | 235  | 232  | 232  |
|               | 2013 | 2015 | 2016 | 2017 | 2018 | 2019 | 2020 | 2021 | 2022 |